# Avery Creek (Caroline du Nord)
Avery Creek est une census-designated place américaine située dans le comté de Buncombe en Caroline du Nord. En 2010, sa population était de 1 950 habitants.

## Démographie
| 2000  | 2010  | - | - | - | - |
| ----- | ----- | - | - | - | - |
| 1 405 | 1 950 | - | - | - | - |

## Source de la traduction
- (en) Cet article est partiellement ou en totalité issu de l’article de Wikipédia en anglais intitulé « Avery Creek, North Carolina » (voir la liste des auteurs).